# Ignácia
Az Ignácia női név az Ignác férfinév női párja.

## Gyakorisága
Az 1990-es években az Ignácia szórványos név, a 2000-es években nem szerepel a 100 leggyakoribb női név között.

## Névnap
- július 31.[2]